# Espermatocele

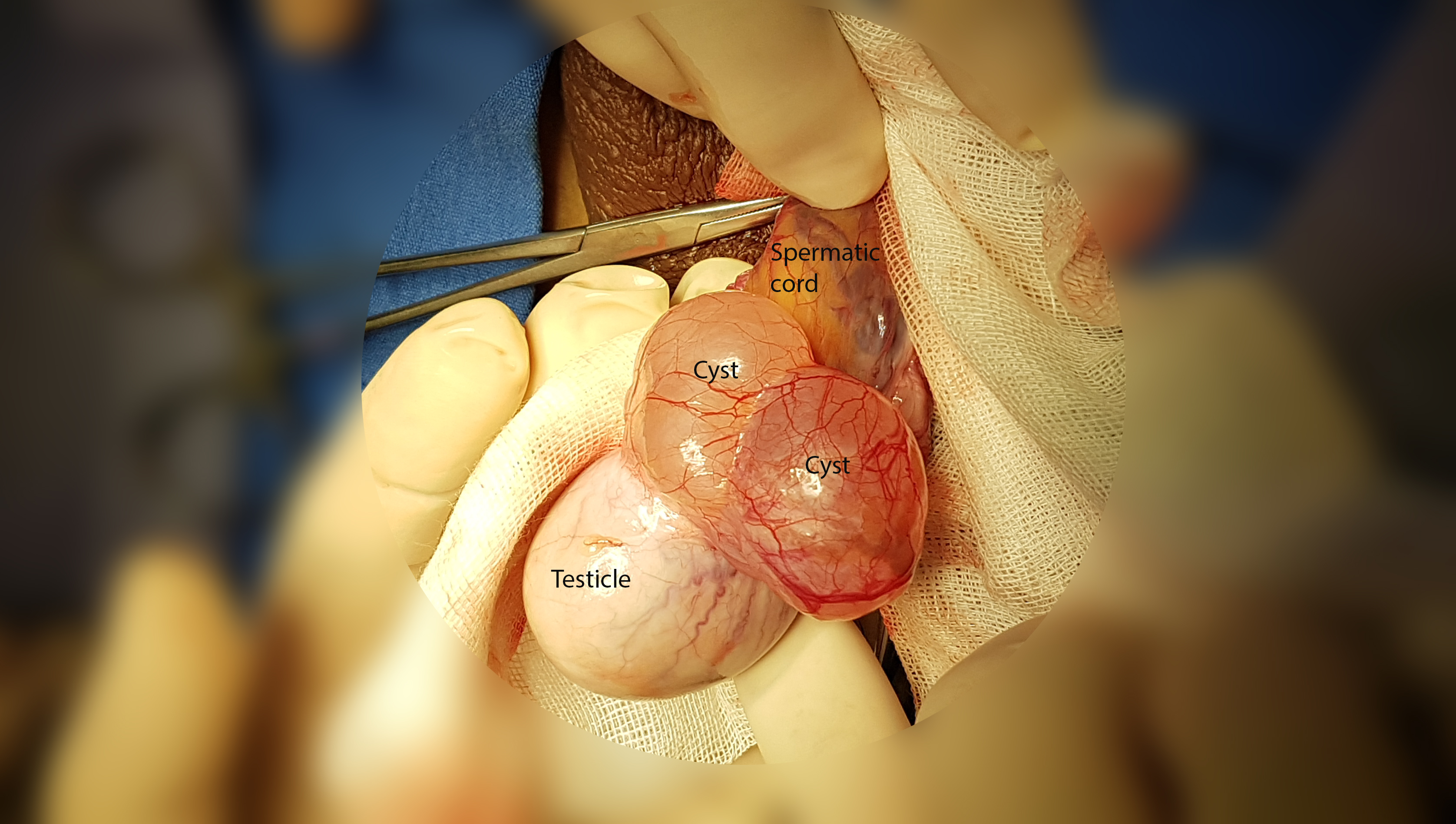
Quistes de epidídimo y su relación con el testículo y el cordón espermático

Espermatocele es una retención quística de un túbulo de la red de testis, de la cabeza del epidídimo y en general de los tubos del epididimo y de los conductos deferentes, en  distendido y con un fluido lechoso seminal que contiene espermatozoides. Los espermatoceles son la más común condición quística encontrada dentro del escroto. Varían en tamaño desde varios milímetros a muchos centímetros. El espermatocele generalmente no duele. Sin embargo, algunos hombres pueden experimentar molestias en espermatoceles grandes.

## Causas
1. Un espermatocele puede originar un divertículo de los túbulos en la cabeza del epidídimo. la formación de esperma gradualmente irá causando que el divertículo incremente su tamaño, causando un espermatocele. Se debe a la continuidad entre el epidídimo y la túnica vaginalis.
2. Pueden también ser resultado de una epididimitis o de un trauma físico. El cicatrizado, de alguna parte del epidídimo, puede causar que se comience a obstruir y poderse formar el espermatocele.

## Diagnóstico
Un espermatocele puede ser descubierto como masas incidentales escrotales halladas en un examen físico por un médico. También pueden descubrirse por autoinspección del escroto y de testículos.
Hallado indoloramente, la masa quística en la cabeza del epidídimo, con diafanoscopia se ve claramente diferenciado del testículo, y es generalmente suficiente. Si existe incerteza, la ultrasonografía de escroto puede confirmar si es espermatocele.
Consulte un urólogo.

## Tratamiento
Los pequeños quistes ni se mencionan, y los grandes quistes puede ser con condiciones asintomáticas. Solo cuando causa incomodidad y está muy agrandado, o el paciente desea se le extirpe el espermatocele, se considerará una espermatocelectomía. El dolor puede persistir aún después de ser retirado.
La espermatocelectomía puede hacerse en asepia, con uso de anestesia local o general.
Una espermatocelectomía no mejora la fertilidad.

## Consultas médicas
El espermatocele generalmente no presenta síntomas. Puede ser descubierto por un autoexamen o una exploración física de rutina. Se recomienda permitir al médico evaluar cualquier masa escrotal para tener en cuenta si se sufren otras afecciones graves, como el cáncer testicular. Se debería consultar con un profesional si se presentan distintos dolores en el escroto o en los testículos.